# Corps Rhenania Würzburg
Das Corps Rhenania Würzburg ist eine farbentragende und pflichtschlagende Studentenverbindung im Kösener Senioren-Convents-Verband (KSCV). Es vereint Studenten und Alumni der Julius-Maximilians-Universität Würzburg und der Technischen Hochschule Würzburg-Schweinfurt. Die Corpsmitglieder werden Würzburger Rheinländer genannt.

## Couleur und Wahlspruch
Rhenania hat die Farben marineblau-weiß-korrianderrot mit goldener Perkussion. Dazu wird eine weiße Mütze getragen. Die Rheinländerfüchse tragen ein Fuchsenband in weiß-korrianderrot mit silberner Perkussion.
Der Wahlspruch ist Amico pectus, hosti frontem! (deutsch: „Dem Freund die Brust, dem Feind die Stirn“)

## Geschichte

### Gründungszeit

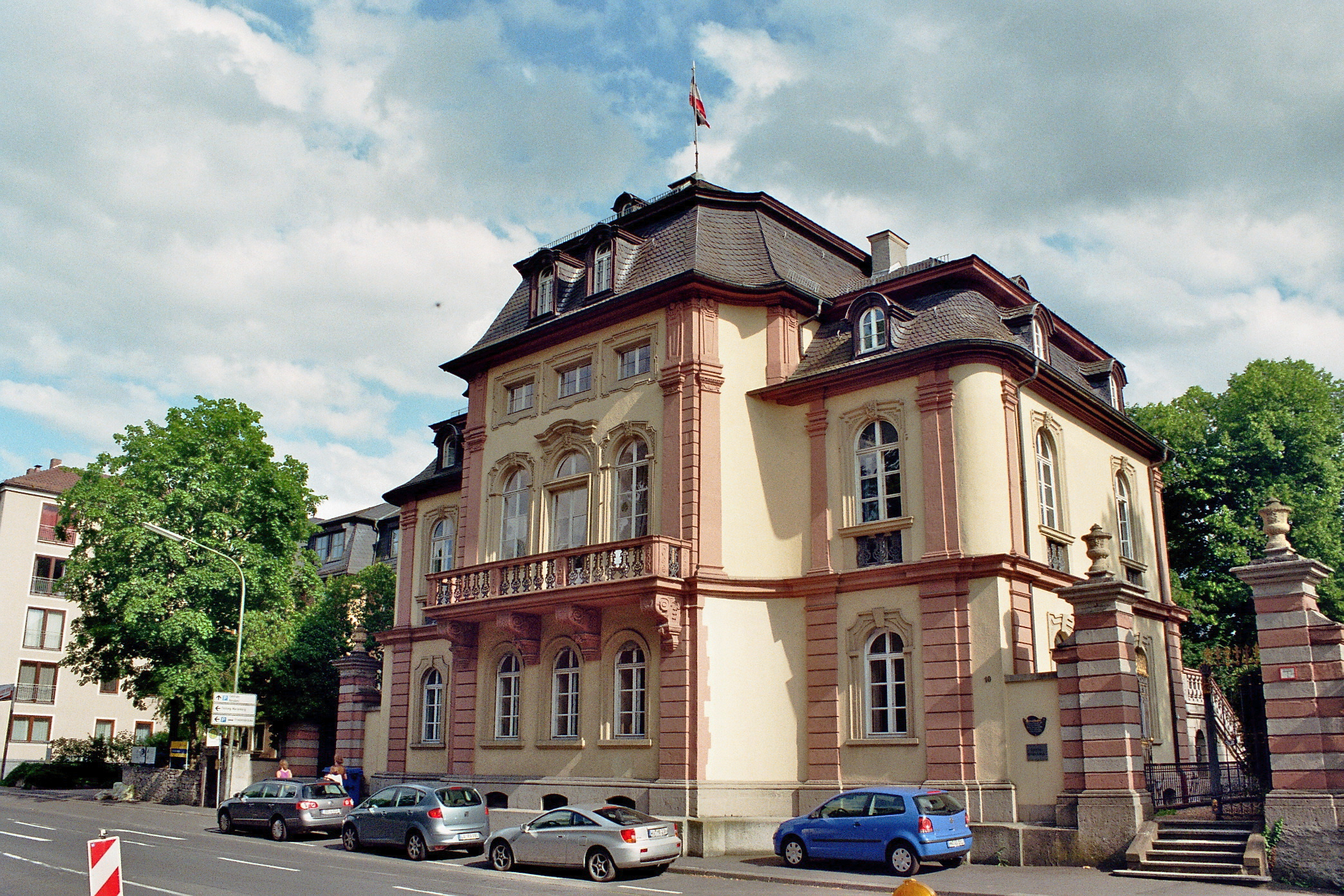
Das „Huttenschlösschen“, Corpshaus der Rhenania Würzburg seit 1884

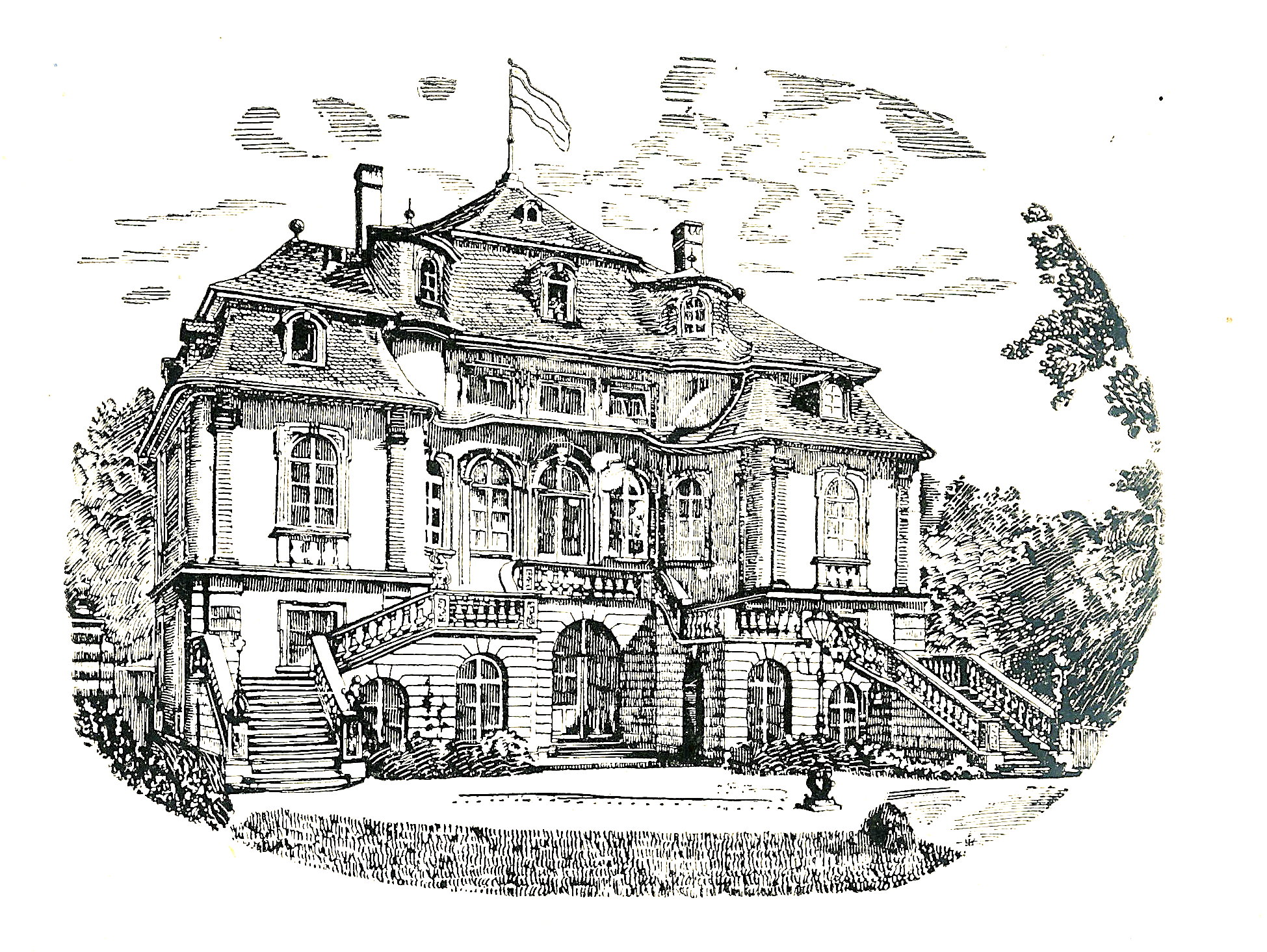
Huttenschlösschen 1910, Blick von der Gartenseite

Chargierte zu Pferd, Aufzug zur Neueinweihung des Huttenschlösschens, Juli 1905

Gestiftet wurde das Corps am 23. Januar 1842 von vierzehn Studenten der Julius-Maximilians-Universität. Eine Beziehung zu den früher in Würzburg bestehenden Corps des Namens bestand nicht. Unter den Stiftern waren zehn Corpsstudenten, die den Corps Franconia München, Rhenania Gießen, Rhenania Heidelberg, Rhenania Bonn, Starkenburgia, Suevia Heidelberg, Palatia Heidelberg und Guestphalia Heidelberg angehörten. Treibende Kraft der Neugründung war der Jurist Ludwig Munzinger, Angehöriger der Franconia München und später Ehrenmitglied der Rhenania. Am 28. Oktober 1843 erhielt das Corps die ministerielle Genehmigung. Unter dem Druck der Behörden, die in Namen und Farben eine frankophile Tendenz vermuteten, musste es jedoch in den ersten Semester nach außen unter der Bezeichnung Rheno-Palatia und den Farben blau-weiß-orange auf traten. Bis 1857 kam die große Mehrzahl der Mitglieder aus der Rheinpfalz.
Am 15. Februar 1859 beschlossen die damaligen 5 Corps im Würzburger Senioren-Convent Franconia, Moenania, Bavaria, Nassovia und Rhenania den Beitritt zum Kösener Senioren-Convents-Verband (KSCV). Nachdem sich die Zusammensetzung des Senioren-Convents zuvor ständig geändert hatte.

### Das Corps in der Zeit des Nationalsozialismus
In der NS-Zeit unterstützte die Altherrenschaft zunächst die Kameradschaft Albrecht der Bär mit Sitz auf dem Corpshaus der Nassovia. Wegen zu starkem Mitgliederzuwachs spaltete sich 1939 die Gemeinschaft Wennemacher von der Kameradschaft ab und verlegte ihren Sitz mit Zustimmung der Altherrenschaft der Rhenania auf das Rhenanenhaus. Im Mai 1940 nahm sie die Bezeichnung Kameradschaft Balthasar Neumann an, die zunehmend korporative Züge annahm und im Juli 1941 erste Mensuren focht. Seit Sommersemester 1943 bestand wieder ein weitgehend regulärer Corpsbetrieb. Während der Kameradschaftszeit verzeichnen die Archivunterlagen der Rhenania 138 Mensuren. Würzburg entwickelte sich im Folgenden zur Hochburg der Waffenstudenten im Zweiten Weltkrieg. Ein Höhepunkt der subversiven Traditionspflege war der gemeinsame Kommers aller (heimlich bestehenden) schlagenden Studentenverbindungen am 17. Juli 1944 auf dem Corpshaus der Rhenania. Wenn auch unter strengster Geheimhaltung, war das eine besondere Provokation; denn zur selben Zeit feierte die Deutsche Studentenschaft in Anwesenheit des Reichsstudentenführers Gustav Adolf Scheel ihr 25-jähriges Bestehen mit einer Großkundgebung – nur zwei Straßenzüge weiter.

„Über hundert Vertreter der einzelnen Verbindungen in Band und Mütze an den langen weißgedeckten Tischen in unserem Saal, das war ein herrliches farbenprächtiges Bild, das aller Herzen höher schlagen ließ. Knaup eröffnete den Kommers mit einer kurzen gelungenen Ansprache und trank das erste Glas Bier auf das Wohl unserer gemeinsamen Sache. … Es ist vielleicht absurd, Vergleiche zwischen dem Kommers auf unserem Haus und der Großkundgebung der Reichsstudentenführung zu ziehen. Es gehört eine große Portion Überzeugung vom eigenen Wert dazu, Opposition gegen eine numerisch tausendfache Überlegenheit zu machen. Aber diese Überzeugung vom eigenen Wert haben wir und werden darin immer sicherer, je mehr Kundgebungen und Proklamationen die Reichsstudentenführung veranstaltet. Wir haben die Stirn zu behaupten: auf der einen Seite (der Führung) ist das Wort, die Phrase, auf unserer Seite ist die Tat.“

1924 und 1961 stellte das Corps mit Fritz Höpker und Hans-Heinrich Strobel die Vorsitzenden der Kösener Congresse.

## Corpshaus
Rhenanias Corpshaus liegt in der Würzburger Sanderau. Im November 1884 kaufte das Corps das 1720 für den Würzburger Fürstbischof Christoph Franz von Hutten erbaute barocke Huttenschlösschen in Würzburg, das noch heute als Corpshaus genutzt wird. Rhenania verfügt damit über das älteste Corpshaus in Deutschland.
Aufgrund der Mainkaierhebung wurde 1902 das komplette Gebäude abgebaut und um 90° gedreht.
Das Haus wurde bei dem Bombenangriff auf Würzburg am 16. März 1945 von einer einzelnen Bombe getroffen und brannte bis auf die Grundmauern aus. Nach dem Krieg wurde das Schlösschen mit Hilfe der Corpsbrüder wieder aufgebaut und 1952 feierlich eingeweiht.

## Huttenfete
Die Huttenfete findet jedes Semester auf dem Huttenschlösschen statt. Sie ist seit mehr als 20 Jahren ein Bestandteil des Würzburger Studentenlebens. Die Party ist eine der letzten verbliebenen Verbindungspartys und die zweitgrößte in Würzburg. Seit 2012 findet sie unter dem Motto „I LOVE HUTTENFETE“ in der dritten Woche des Semesters statt.

## Auswärtige Beziehungen
- Franconia München (1855)
- Teutonia Gießen (1869)
- Franconia-Jena (1873)
- Borussia Breslau (1875)
- Hasso-Borussia (1882)
- Holsatia (1890)
- Albertina (2008)
- Guestphalia Halle (offizielles Vorstellungsverhältnis 2019)

Rhenania Würzburg gehört zum grünen Kreis.

## Corpsmitglieder
In alphabetischer Reihenfolge

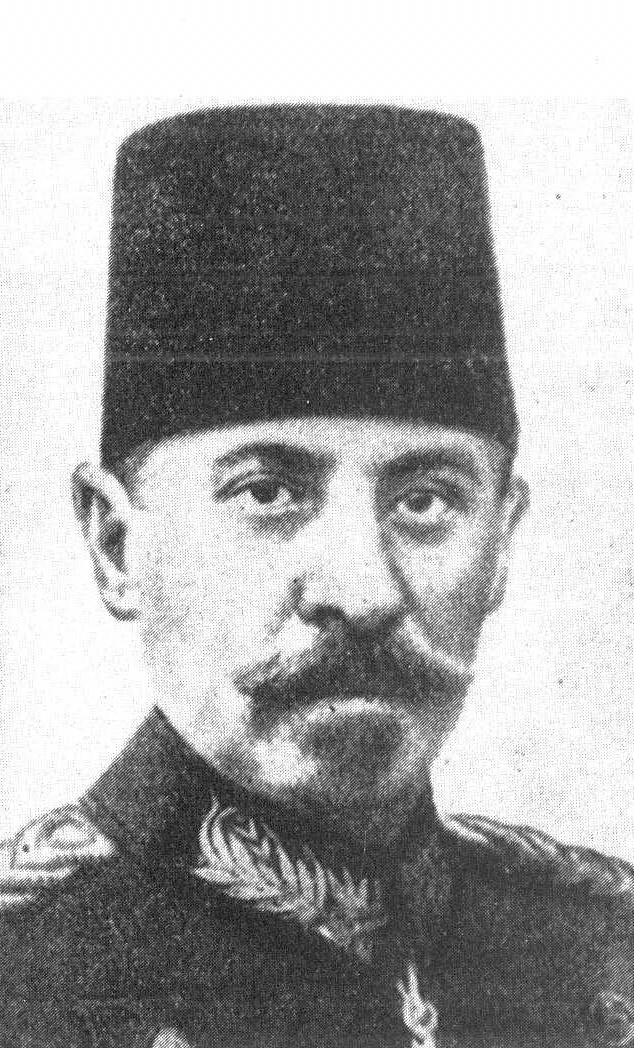
Robert Rieder Pascha

- Oskar von Arnstedt (1840–1914), Regierungspräsident
- Ludwig Bach (1865–1912), Ophthalmologe, Ordinarius in Marburg
- Julius Becher (1842–1907), Mediziner
- Michael Berger (1944–2002), Diabetologe
- Friedrich Börtzler (1909–1993), Ministerialbeamter und Bundesrichter.
- Adolf Boyé (1869–1934), Gesandter
- Franz Bracht (1877–1933), Reichsinnenminister
- Theodor Brünings (1839–1903), MdR
- Johann Buchheit (1878–1961), Kunsthistoriker
- Peter Eichhorn (* 1939), Betriebswirt
- Wolfgang Eichhorn (* 1933), Mathematiker in Karlsruhe
- Richard Forthuber (1882–1957), Verwaltungsjurist und Kommunalbeamter
- Nicolaus Friedreich (1825–1882), Pathologe in Würzburg und Heidelberg
- Richard Frommel (1854–1912), Gynäkologe, Ordinarius in Erlangen
- Gebhard Greiling (1910–2008), Generalarzt der Luftwaffe
- Carl Hansmann (1852–1917), Pionier der Osteosynthese
- Carl Wilhelm Heine (1838–1877), Chirurg, Präsident der deutschen Ärzteschaft in Prag
- Heinrich von Hessert (1833–1907), Präsident des Oberlandesgerichts Zweibrücken
- Georg Heym (1887–1912), Lyriker (ausgeschieden)
- Eduard Hilgard (1884–1982), Vorstands- und Aufsichtsratsmitglied der Allianz AG
- Karl Holzapfel (1866–1942), Gynäkologe in Kiel
- Hanns Jacobsen (1905–1985), Rechtsanwalt und Wirtschaftsjurist
- Harry Ludewig (1874–1950), 1928 Staatsminister von Mecklenburg-Strelitz
- Emil von Maillot de la Treille (1845–1882), Kreisdirektor in Altkirch
- Theodor Mayer (1853–1936), Reichsgerichtsrat
- Julius von Michel (1843–1911), Ophthalmologe, Ordinarius in Erlangen und Würzburg
- Georg Müller (1849–1897), Oberamtmann in Laupheim und Maulbronn
- Peter Müller (1836–1922), Gynäkologe, Rektor der Universität
- Ludwig Munzinger (1849–1897), Kreisdirektor in Weißenburg, Vortragender Rat des Kaiserlichen Statthalters für Elsaß-Lothringen
- Ludwig Munzinger senior (1877–1957), Journalist, Herausgeber des Munzinger-Archivs
- Richard von Neimans (1832–1858), Forschungsreisender
- Friedrich Neumayer (1857–1933), Rechtsanwalt, Aufsichtsratsvorsitzender der Kammgarnspinnerei Kaiserslautern, der Bender & Co. AG und der Gienanth-Werke AG
- Fritz Neumayer (1884–1973), Landes- und Bundesminister
- Ludwig Popp (1911–1993), Bakteriologe
- Robert Rieder (1861–1913), Chirurg, Pascha
- Wilhelm Rieder (1893–1984), Chirurg, Ordinarius in Leipzig
- Ferdinand Riedinger (1844–1918), Chirurg, Ordinarius in Würzburg
- Friedrich Franz Roth (1835–1924), Mediziner, Direktor des allgemeinen Krankenhauses in Bamberg
- August Schmid (1869–1947), Ministerialbeamter, Vertriebenenfunktionär, Präsident des Deutschen Ostbundes e. V.
- Carl Sick (1856–1929), Chirurg in Hamburg
- Joseph Philipp von Stichaner (1838–1889), Bezirkspräsident im Elsass
- Elmar Stöcker (1929–1984), Pathologe und Zellbiologe
- Curt Thomalla (1890–1939), Mediziner und Drehbuchautor
- Arthur Thost (1854–1937), HNO-Arzt und Ordinarius in Hamburg, Ehrenmitglied des Academischen Clubs
- Johann von Treutlein-Moerdes (1858–1916), Ministerialbeamter in München
- August von Trott zu Solz (1855–1938), Oberpräsident, preußischer Kultusminister
- Werner Wachsmuth (1900–1990), Chirurg, Ordinarius in Würzburg
- Philipp Wagner (1829–1906), Arzt, Präsident des Allgemeinen Deutschen Bäderverbandes
- Hans Weidinger (1929–2016), Gynäkologe in Bayreuth
- Hans Windels (1882–1949), Landrat, Abgeordneter des Hannoverschen Provinziallandtages
- Gustav Wolffhügel (1845–1899), Hygieniker, Ordinarius in Göttingen
- Ludwig Wullstein (1864–1930), Chirurg
- Ernst Zais (1837–1903), Wiesbaden, später München, Forscher und Mäzen
- Wilm Herlyn (* 1945), Politologe und Journalist, 1991 bis 2010 Chefredakteur der Deutschen Presse-Agentur